# ايمانويل أندرادي
ايمانويل أندرادي (بالإسبانية: Emanuel Andrade) هو فارس ‏ فنزويلي، ولد في 11 سبتمبر 1996.

## وصلات خارجية
- ايمانويل أندرادي على موقع أوليمبيديا (الإنجليزية)